# Alaimus proximus
Alaimus proximus is een rondwormensoort uit de familie van de Alaimidae.